# آی‌پایتون
آی پایتون، یک پوسته برای محاسبات تعاملی در زبان‌های برنامه‌نویسی متعدد است که در اصل برای زبان برنامه‌نویسی پایتون توسعه یافته‌است که درون نگری، رسانه‌های غنی، نحو پوسته، تکمیل تب و تاریخ را ارائه می‌دهد.
آی پایتون ویژگی‌های زیر را فراهم می‌کند:
- پوسته‌های تعاملی (ترمینال و مبتنی بر کیوت)
- یک نوت‌بوک مبتنی بر مرورگر با پشتیبانی از کد، متن، عبارات ریاضی، نمودارهای درون خطی و دیگر رسانه‌ها
- پشتیبانی برای تجسم داده‌های تعاملی و استفاده از کیت ابزارهای واسط گرافیکی کاربر
- مترجمان انعطاف‌پذیر قابل تعبیه برای بارگذاری در پروژه‌های شخصی
- ابزارهایی برای محاسبات موازی

## محاسبات موازی

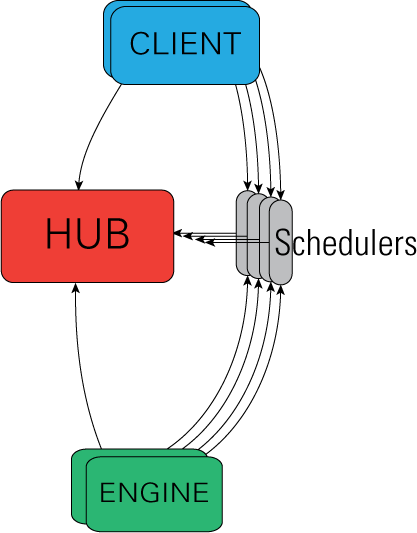
نمایش معماری دستگاه موازی آی پایتون

آی پایتون مبتنی بر معماری است که محاسبات موازی و توزیع شده را فراهم می‌کند. آی پایتون، کاربردهای موازی را میسر می‌سازد که توسعه داده شوند، اجرا شوند، اشکال زدایی شوند و به‌طور تعاملی مورد نظارت قرار گیرند. از این رو، آی (تعاملی) در آی پایتون. این معماری، موازی سازی را مختصر می‌سازد که آی پایتون را قادر به پشتیبانی از بسیاری از سبک‌های مختلف موازی سازی می‌سازد از جمله:
- برنامه واحد، موازی سازی داده‌های متعدد یک برنامه چند داده
- برنامه‌های متعدد، موازی سازی داده‌های متعدد چند دستور چند داده
- عبور پیام با استفاده از رابط فرستادن پیام
- موازی سازی وظیفه
- موازی سازی داده‌ها
- ترکیباتی از این رویکردها
- رویکردهای تعریف سفارشی کاربر

## نوت‌بوک
نوت‌بوک آی پایتون یک محیط محاسباتی برنامه‌های غنی اینترنتی برای ایجاد نوت‌بوک‌های آی پایتون است. نوت‌بوک آی پایتون یک سند جی‌سن حاوی یک لیست مرتب از سلول‌های ورودی / خروجی است که می‌تواند شامل کد، متن، ریاضیات، نمودارها و رسانه‌های غنی باشد.
نوت‌بوک‌های آی پایتون را می‌توان از طریق 'دانلود به عنوان’ در واسطه وب و 'آی پایتون ان بی کانورت' در یک پوسته به تعدادی از فرمت‌های خروجی استاندارد باز (اچ‌تی‌ام‌ال، اسلایدهای ارائه کردنی اچ تی ام‌ال، لاتک، پی‌دی‌اف، پایتون (زبان برنامه‌نویسی)، مارک‌داون، متن‌های تغییر ساختاریافته) تبدیل نمود.

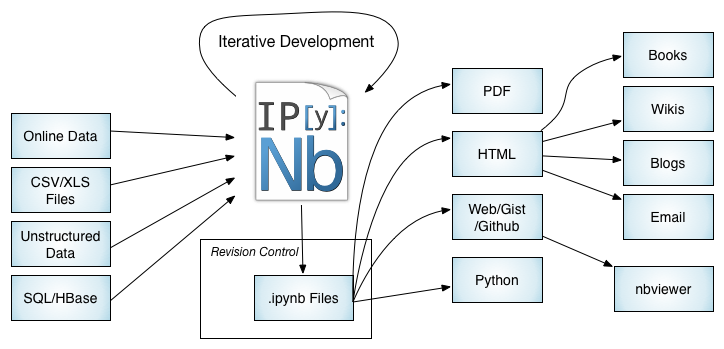
جریان‌های کاری نوت‌بوک آی پایتون
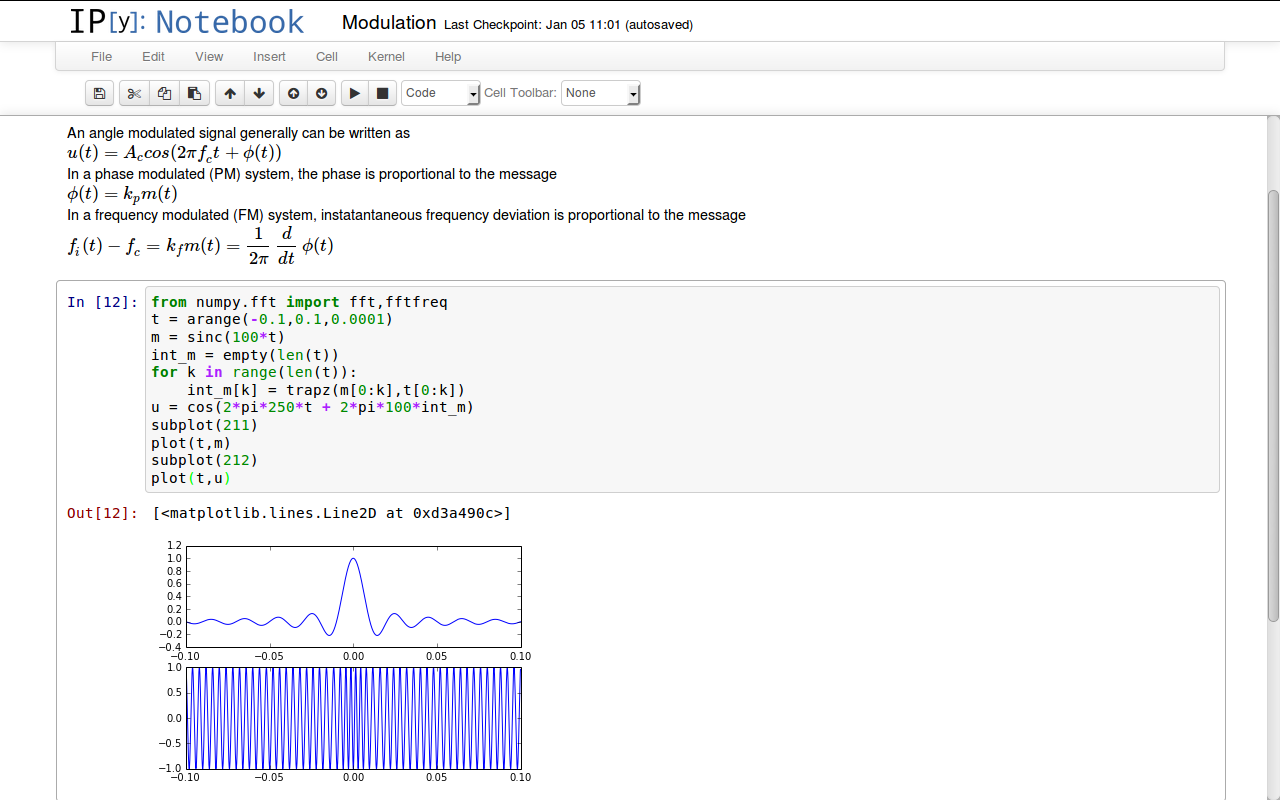
رابط کاربری نوت‌بوک آی پایتون

نوت‌بوک آی پایتون یک آر ای پی ال مبتنی بر مرورگر ساخته شده بر اساس تعدادی از کتابخانه‌های منبع باز عمومی را فراهم می‌کند:
آی پایتون
- زیرو ام کیو
- وب سرور تورناندو
- جی‌کوئری
- بوت‌استرپ (چارچوب انتهایی)
- مت‌جکس

نوت‌بوک آی پایتون به یک هسته آی پایتون متصل می‌شود. همانند نسخه ۲٫۳ (اکتبر ۲۰۱۴)، در حال حاضر ۴۹ هسته سازگار- آی پایتون همانند بسیاری از زبان‌های برنامه‌نویسی، از جمله پایتون (زبان برنامه‌نویسی)، آر (زبان برنامه‌نویسی)، جولیا و هسکل (زبان برنامه‌نویسی) وجود دارند.
نوت‌بوک آی پایتون در نسخه ۰٫۱۲ (دسامبر ۲۰۱۱) به آی پایتون اضافه شد. نوت بو آی پایتون با میپل، متمتیکا، و سیج مقایسه شده‌است.
نوت‌بوک‌های آی پایتون اغلب از کتابخانه‌های پشته سای پای مانند نام‌پای و سای پای کشیده می‌شود که اغلب همراه با آی پایتون از یکی از بسیاری از توزیع‌های پایتون علمی نصب می‌شوند.

## ویژگی‌های دیگر
آی پایتون، غیر مسدود کردن تعامل با تکینتر، پای جی تی کی، پای‌کیوت/پای ساید و دابلیو اکس پایتون (پوسته استاندارد پایتون تنها تعامل با تکینتر را میسر می‌سازد). آی پایتون می‌تواند به‌طور تعاملی رایانش خوشه‌ای موازی را با استفاده از تماس‌های وضعیت آسنکرون و / یا رابط فرستادن پیام مدیریت نماید. همچنین آی پایتون می‌تواند به عنوان یک جایگزین سیستم پوسته استفاده شود. رفتار پیش‌فرض آن تا حد زیادی شبیه به پوسته یونیکس است، اما سفارشی سازی و انعطاف‌پذیری اجرای کد پایتون در یک محیط پایتون زنده را میسر می‌سازد.

## پروژه ژوپیتر
در سال ۲۰۱۴، فرناندو پرز یک پروژه مبتنی بر کارهای قبلی را از آی پایتون به نام پروژه ژوپیتر را اعلام کرد. آی پایتون به عنوان یک پوسته پایتون و یک هسته برای ژوپیتر، وجود مداومی خواهد داشت، در حالی که نوت‌بوک و دیگر بخش‌های اگنوستیک- زبان از آی پایتون تحت نام ژوپیتر حرکت خواهند کرد. ژوپیتر پشتیبانی برای آر (زبان برنامه‌نویسی)، جولیا و هسکل (زبان برنامه‌نویسی) و روبی (زبان برنامه‌نویسی) را اضافه نمود.

## در رسانه‌ها
آی پایتون در مطبوعات محاسبات عمومی ذکر شده‌است، و دارای حضور در کنفرانس‌های علمی بوده‌است. برای کار علمی و مهندسی، آی پایتون اغلب به عنوان یک ابزار همراه برای کتابخانه مت‌پلات ارائه می‌شود.

## کمک‌های مالی و جوایز
- با شروع از ۱ ژانویه ۲۰۱۳، بنیاد آلفرد پی سلون اعلام کرد که از توسعه آی پایتون به مدت دو سال حمایت می‌کند.
  - در ۲۳ مارس ۲۰۱۳، فرناندو پرز، جایزه پیشرفت بنیاد نرم‌افزار آزاد برای نرم‌افزار آزاد را برای آی پایتون برنده شد.
- در ماه اوت سال ۲۰۱۳، مایکروسافت یک کمک مالی یکصد هزار دلاری را برای حمایت مالی از توسعه مداوم آی پایتون صورت داد.
- در ژانویه سال ۲۰۱۴، در رده ابزارهای برنامه‌نویسی، موفق به کسب جایزه بهره‌وری تکان دهنده شدند.
- در ژوئیه سال ۲۰۱۵، این پروژه موفق به کسب یک بودجه شش میلیون دلاری از گردون و بنیاد بتی مور و بنیاد آلفرد پی سلون و لئونا ام و صندوق خیریه هری بی. هلمزی شد.